# Фабричное законодательство Великобритании в XIX веке
Фабричное законодательство Великобритании в XIX веке регулировало отношения рабочих с их работодателем.
Введение хлопчатобумажных тканей, давшее толчок к изобретению прядильных машин, и применение механической силы послужили причиной возникновения множества прядильных фабрик вдали от городов, на реках и ручьях Ланкашира и Чешира, на которые тысячами брались в качестве «учеников» дети из земледельческих округов от приходских попечительств о бедных.

## Начало века
Жестокое обращение, изнурение голодом и работой, крайне тяжёлая обстановка жизни детей и,
наконец, страшная эпидемия среди рабочих этих фабрик возбудили общественное мнение Англии, и в 1802 г. Роберт Пиль (старший), сам крупный фабрикант, провёл в парламенте закон (42 Geo. III, с. 73), которым владельцы бумаго- и шерстопрядильных фабрик обязывались ввести различные улучшения в условия жизни учеников, прекратить ночную их работу и сократить продолжительность работы до 12 часов в сутки, включая и время на обязательное, за счёт фабрикантов, обучение учеников грамоте, арифметике и проч. Это был первый закон, нарушающий существовавший в то время принцип невмешательства государства в свободные отношения работодателей к рабочим.
Несмотря на всю его скромность, он остался без применения, так как наблюдение за его исполнением было возложено на уполномоченных от мирового суда, в состав которого входили и фабриканты, и лица, им близкие. К тому же быстрые изменения в условиях фабричной промышленности, в особенности применение паровых двигателей, устранили побуждение строить фабрики вне городов, а на городских фабриках работали местные рабочие и их дети, на которых закон не распространялся.

## 1819
Первое назначенное по этому вопросу парламентское исследование привело к изданию нового закона 1819 г. (59 Geo. III, с. 66), по которому прежние правила были распространены на всех несовершеннолетних до 16-летнего возраста (но только на бумагопрядильных фабриках) и впервые установлен возраст (9 лет), с которого малолетние могли допускаться к работе на фабриках. Этот закон также имел более теоретическое, чем практическое значение. Вскоре, однако, параллельно с движением чартистов и агитацией против хлебных пошлин началась усиленная борьба защитников вмешательства государства в судьбы рабочих, выдвинувшая имена Гобгоуза, известного «короля рабочих» Остлера, Садлера, лорда Эшли и Фильдена.
Лозунгом множества образовавшихся по всей Англии комитетов (short-time commitees) было сокращение рабочего времени для рабочих всех возрастов до 10 часов в сутки. Законом 1825 г. работа малолетних на бумагопрядильных фабриках впервые была сокращена по субботам до 9 часов в день.

## 1830-е
Законом 1831 г. владельцы фабрик и родственники их были устранены от исполнения обязанностей мировых судей при разборе дел о нарушениях закона на фабриках. В сущности, лишь с этого времени фабричные законы и стали сколько-нибудь применяться.
Большую важность имел акт 29 августа 1833 г. (3 et 4 Will. IV, с. 103), распространявшийся на все прядильные и ткацкие фабрики и впервые установивший различие между подростками и малолетними, медицинское освидетельствование малолетних в пригодности их к фабричной работе и обязательное посещение малолетними школ. Работа малолетних до достижения 13 лет по этому закону разрешалась в течение не более 9 час. в день, или 48 час. в неделю, для подростков же (от 13 до 16 лет) она оставалась в прежнем размере, то есть по 12 часов в день (69 часов в неделю); ночная работа тех и других запрещалась по-прежнему с 8:30 вечера до 5:30 утра, и малолетние должны были ежедневно посещать школу не менее как на 2 часа, причём плата за учение вычиталась из их заработка.
Самым важным нововведением было учреждение особого института инспекции фабричного законодательства. Инспектора получали не только надзор за исполнением закона, но и все права мирового судьи:
- они могли преследовать нарушения либо обычным порядком, в качестве обвинителей или свидетелей перед мировым судьёй, либо
- судить сами лично или совместно с мировым судьёй.

Впрочем, права суда инспекция лишилась очень скоро: за силой инструкции министра внутренних дел (которому фабричная инспекция непосредственно подчинялась) она могла пользоваться им лишь в случаях вполне доказанного пристрастия подлежащего мирового судьи; законом 1844 г. оно совсем было отнято у инспекторов. Упорное противодействие закону 1833 г. со стороны владельцев фабрик, предсказывавших гибель отечественной промышленности на пользу иностранной конкуренции, на первых порах привело к изгнанию малолетних с фабрик:
- в 1835 г., когда закон ещё не вполне вошёл в силу, на 3164 текстильных фабриках было 56455 малолетних,
- в 1838 г., на второй год полного действия закона, на 4212 фабриках только 29283.

Несмотря на увеличение количества подчинённых надзору фабрик и введение сменной работы малолетних, число их сократилось наполовину; фабриканты предпочитали вовсе не держать малолетних, чем исполнять новые, казавшиеся сложными и страшно строгими правила закона. Агитация в пользу дальнейшего развития фабричного законодательства и распространения его на прочие виды, промышленности, однако, не прекращалась.

## 1840-е
В 1840 г. была назначена первая королевская комиссия под председательством лорда Ашлея для исследования положения рабочих. Практическим результатом её работ было издание в 1842 г.
первого закона о горных промыслах, а затем и коренной пересмотр Ф. закона 1833 г. Закон 1842 г. ограничивался воспрещением подземной работы детей до 10-летнего возраста и женщин и учреждением особой горной инспекции.
Для предотвращения обхода закона 1833 г. путём так наз. фальшивых очередей (false relais), то есть перестановки одних и тех же малолетних с одной работы на другую на той же фабрике или работы их в различное время на двух фабриках в течение всего рабочего дня, законом 4 июня 1844 г. (7 Vict., с. 15) было точно установлено время работы, перерывов и посещения школы. Работа малолетних была сокращена до 6,5 час. в день (до 1 часа дня или после этого часа) либо определена в 10 час., но через день. Все правила о работе подростков (с 14 до 18 лет) были впервые распространены на женщин. Когда таким образом были достигнуты сравнительно удовлетворительные результаты по отношению работы малолетних, сторонники десятичасового рабочего дня вновь возобновили свои попытки.
Внесённый в парламент Джоном Фильденом билль, по которому работа подростков и женщин немедленно сокращалась до 11 час. в день (63 в неделю), а с 1 мая 1848 г. — до 10 час. (58 час. в неделю), почти не встретил сопротивления и стал законом 8 июня 1847 г. (10 Vict., с. 29). Закон этот имел тем большее значение, что из 544876 рабочих прядильных и ткацких фабрик в 1847 г. было 363796 детей, подростков и женщин. Начало его действия совпало с тяжёлым промышленным кризисом, когда многие фабрики стояли, другие работали меньшим, чем
обыкновенно, днем, так что требование закона совпало с необходимостью действительной жизни; но как только оживилась промышленность, со стороны фабрикантов тотчас же начался обход закона посредством испытанной уже для малолетних системы фальшивых очередей женщин и подростков.
Устранить эти нарушения закона можно было лишь сужением пределов и установлением для всех
фабрик однообразного рабочего дня, что и было сделано законом 5 августа 1850 г. (13 et 14 Vict., с. 54), определившим рабочий день с 6 час. утра до 6 вечера или с 7 час. утра до 7 вечера.
Так как для малолетних оставался в силе закон 1844 г., по которому рабочий день начинался в 5:30 час. утра и оканчивался в 8:30 вечера, то для полного согласования правил был издан закон 20 августа 1853 г. (16 et 17 Vict., с. 104), устанавливавший для малолетних те же пределы рабочего дня, что и для подростков и женщин. Этим законом закончился ряд важнейших постановлений по текстильным производствам. Прекрасные результаты фабричного законодательства на текстильных фабриках сделали для всех очевидной необходимость его распространения на все прочие виды промышленности.

## 1860-е
В 1861 г. лорд Шефтсбери (бывший лорд Ашлей) настоял на назначении особой комиссии для исследования всех отраслей промышленности, не подчинённых действию фабричного законодательства. Эта вторая большая парламентская комиссия, работавшая 4 года, уже не встретила таких препятствий, как первая. Удостоверенное ею явное улучшение материального и нравственного положения рабочих на текстильных фабриках и, несмотря на ограничение рабочего времени, сильно увеличившаяся производительность фабрик привели и фабрикантов, и общественное мнение к сознанию, что первоначальное противодействие сокращению рабочего времени было ошибкой и что дальнейшее распространение фабричных законов не только не будет сопровождаться гибельными последствиями, но, напротив, будет выгодно во всех отношениях.
Последующими законами 1864, 1867 и 1870 гг. все правила действовавших Ф. законов, за некоторыми изъятиями, были распространены на прочие отрасли Ф. промышленности. Затруднительность применения законов фабричного законодательства к ремесленным заведениям привела к изданию в 1867 г. (30 et 31 Vict., с. 104) особого для них закона, отличающегося менее подробной регламентацией, более широкими пределами рабочего дня и т. п. Ввиду бюджетных соображений надзор за ними был возложен на местные санитарные власти, вследствие чего закон оставался «мертвой буквой», пока в 1871 г. и это дело не было передано фабричной инспекции. Хотя все узаконения налагали известные ограничения лишь на работу несовершеннолетних и женщин, работу же взрослых мужчин формально оставляли совершенно свободной и все попытки распространения ограничительных правил на последних разбивались о возражение, что «взрослые мужчины могут и сами позаботиться о себе», но, отчасти как следствие организации фабричных работ, где занятия мужчин тесно связаны с занятиями несовершеннолетних и женщин, отчасти под давлением рабочих союзов, законодательное ограничение привело на практике к общему сокращению рабочего дня для всех рабочих.
Практические неудобства многочисленных законов, не всегда достаточно согласованных между собой, вызвали кодификацию всех изданных правил. С 1878 г. Действовал «Акт о фабриках и мастерских» (41 Vict., с. 16), образовавшийся из слияния 16 предшествовавших ему актов и не только регулировавший работу малолетних, подростков и женщин, но и предписывавший ряд санитарных правил по устройству и содержанию рабочих помещений и правил для ограждения рабочих от несчастных случаев.

## 1880-е
Закон 1883 г. дал ряд правил по санитарному устройству свинцово-белильных заводов и хлебопекарен, закон 1889 г. — об увлажнении воздуха и вентиляции бумаготкацких фабрик; закон 1891 г. повысил возраст, с которого малолетние допускаются на работу до 11 лет, воспретил работу женщин в течение 4 недель после родов, ввёл некоторые новые ограждения безопасности рабочих, установил контроль инспекции над сдельной оплатой труда рабочих и предоставил министру внутренних дел чрезвычайно важное право объявлять то или другое производство вредным и издавать для таких производств особые правила. Действие фабричных законов было распространено на прачечные; установлены правила для заведений, раздающих работу на сторону; надзору инспекции подчинены рабочие, занятые на дому, то есть положено начало ограничению так назыв. «системы выжимания пота» (sweating system).

## 1890-е
С 1891 года в течение четырёх лет работала парламентская комиссия (Royal Commission on Labour), на которую было возложено подробное исследование всех видов промышленного труда в отношении санитарно-экономического положения рабочих. Одним из ближайших результатов её трудов было издание закона 1895 г., в котором даны специальные правила о так наз. наёмных фабриках (tenement factories), то есть фабриках, сдаваемых с двигательной силой и с машинами, по частям, мелким предпринимателям, и распространены некоторые правила об ограждении рабочих от несчастных случаев, а также надзор инспекции на доки, верфи, пристани и склады, где производится нагрузка и выгрузка товаров, равно как и на всякое место, где хотя бы временно употребляется механическая двигательная сила для строительных или других связанных с ними работ.